# Joseph Chamberlain
Pour les articles homonymes, voir Chamberlain.
Joseph Chamberlain (8 juillet 1836–2 juillet 1914) est un homme d'État britannique de la fin du XIXe et du début du XXe siècle. Impérialiste et protectionniste, il fut notamment secrétaire aux colonies (1895-1903) et provoqua la scission du parti libéral à cause de son désaccord avec Gladstone sur la question irlandaise. Il forme alors le Liberal Unionist Party en 1886.
Joseph Chamberlain est maire de Birmingham de 1873 à 1876. Il est le père du prix Nobel de la paix Austen Chamberlain et du Premier ministre Arthur Neville Chamberlain.

## Carrière
Joseph Chamberlain est issu d'une famille de la bourgeoisie d'affaires britannique prospérant dans les affaires au cours du XIXe siècle. À l'âge de 37 ans, ayant fait fortune dans la droite lignée des self-made-men, il se retire des affaires et se consacre à son projet social dans la municipalité de Birmingham dont il est le maire. Son programme se résumait par "Free Church, free Land, free School, free Labour". Il introduisit la gratuité des bibliothèques municipales, municipalisa la distribution d'eau et de gaz, lutta pour la suppression des taudis, créa l'université de Birmingham. 
Il fit carrière au sein du parti libéral et devint ministre des Colonies. En 1897, occupant toujours cette fonction, il fait passer le Chamberlain Act qui responsabilise les employeurs en cas d'accidents. 
Connu pour son projet d'une nouvelle politique commerciale en faveur d'un protectionnisme douanier dans l'industrie, il prononce à cet effet un célèbre discours le 6 octobre 1903. Selon lui, le libre-échange est néfaste aux conditions de la classe ouvrière et représente un danger pour les acquis sociaux qu'il perçoit comme une "rançon" des propriétaires pour leur sécurité. 
Lors de la seconde guerre des Boers, il instrumentalisera la mort de Lizzie van Zyl afin de convaincre l'opinion publique britannique de la supposée négligence des parents boers envers leurs enfants. Il fut cité dans The Times le 5 mars 1902 disant que la mère serait poursuivie pour maltraitance. En réalité, la fillette était morte de fièvre typhoïde des suites de son internement dans un camp de concentration britannique à Bloemfontein, deux mois après y avoir été internée, et ce dans le plus grand mépris de la part du personnel soignant britannique.

## Famille
Il est le père du ministre des Affaires étrangères Austen Chamberlain (1863-1937), prix Nobel de la paix 1925, né d'un premier mariage, et du Premier ministre britannique Arthur Neville Chamberlain (1869–1940), né d'une seconde union.